# Bahnhof Darmstadt-Arheilgen
Der Bahnhof Darmstadt-Arheilgen liegt im Stadtteil Arheilgen der Stadt Darmstadt an der Main-Neckar-Bahn Frankfurt (Main)–Heidelberg und wird heute von der S-Bahn halbstündlich bedient.

## Geschichte
1848 wurde mehrere hundert Meter nördlich der heutigen Haltestelle eine „Haltestelle für Personenverkehr“ an der Main-Neckar-Bahn eingerichtet, um auch Wixhausen an das Bahnnetz anzuschließen. 1876 wurde der Güterverkehr aufgenommen. Nach dem Bau des Empfangsgebäudes 1894 wurde die alte Haltestelle aufgegeben.
Zum 22. Mai 1937 wurde der bis dahin als „Arheilgen“ bezeichnete Bahnhof in „Darmstadt-Arheilgen“ umbezeichnet.
Bis 1976 gab es zwei mechanische Stellwerke, die durch ein Drucktastenstellwerk ersetzt wurden.

## Empfangsgebäude
Das zweigeschossige Empfangsgebäude von 1894 hatte eine Fassade mit zurückhaltender klassizistischer Bauzier, ein weit überstehendes Satteldach und war komplett mit Sandstein verkleidet. Es war ein Standardtyp, baugleich mit dem Bahnhofsgebäude in Darmstadt-Wixhausen. Eine Variante dieses Typs gibt es in Dreieich und gab es in Egelsbach. Das Empfangsgebäude wurde beim Umbau des Bahnhofs für den S-Bahn-Betrieb abgerissen.

## Infrastruktur
Von den vier vorhandenen Gleisen dienen drei dem Fern- und Regionalverkehr, das vierte der S-Bahn Rhein-Main für beide Fahrtrichtungen.
Anlässlich des Umbaus für den S-Bahn-Betrieb wurde der Bahnhofsvorplatz erneuert und ein Park+Ride-Parkplatz eingerichtet. Hier gibt es eine Bushaltestelle auf dem Bahnhofsvorplatz, die zum Darmstädter Nahverkehrsnetz gehört und von den Stadtteilbuslinien A und AH bedient wird. An der Umgehungsstraße westlich der Gleise hält der Nightlinier n71 von und nach Frankfurt am Main.

## Betrieb
1994 begann der S-Bahn-Verkehr der Linie S3 im halbstündigen Takt nach Darmstadt Hauptbahnhof und Bad Soden über Langen und Frankfurt am Main. Zuvor war die Anlage umgebaut worden. Für die S-Bahn wurde ein barrierefreier Bahnsteig etwas südlich der bis dahin genutzten Bahnsteige gebaut. Anderer Verkehr als die S-Bahn hält hier heute nicht mehr. Die Fahrzeit in die Frankfurter Innenstadt beträgt etwa 35 Minuten, die zum Darmstädter Hauptbahnhof etwa fünf Minuten. Seit dem Fahrplanjahr 2025 bedient die Linie S6 den Bahnhof.
| Linie | Verlauf | Takt   |
| ----- | --- | ------ |
| S6    | Groß Karben – Dortelweil – Bad Vilbel – Bad Vilbel Süd – Frankfurt-Berkersheim – Frankfurt-Frankfurter Berg – Frankfurt-Eschersheim – Frankfurt-Ginnheim – Frankfurt (Main) West – Frankfurt am Main Messe – Frankfurt (Main) Galluswarte – Frankfurt (Main) Hbf tief – Frankfurt (Main) Taunusanlage – Frankfurt (Main) Hauptwache – Frankfurt (Main) Konstablerwache – Frankfurt (Main) Ostendstraße – Frankfurt (Main) Lokalbahnhof – Frankfurt (Main) Süd – Frankfurt (Main) Stresemannallee – Frankfurt-Louisa – Neu-Isenburg – Dreieich-Buchschlag – Langen Flugsicherung – Langen (Hess) – Egelsbach – Erzhausen – Darmstadt-Wixhausen – Darmstadt-Arheilgen – Darmstadt Hbf | 30 min |